# Ken Berry (Schauspieler)
Kenneth Ronald Berry (* 3. November 1933 in Moline, Illinois; † 1. Dezember 2018 in Burbank, Kalifornien) war ein US-amerikanischer Schauspieler und Tänzer.
Von 1960 bis einschließlich 1999 war er in 60 Film- und Fernsehproduktionen zu sehen.

## Leben
Der Sohn eines Buchhalters nahm bereits als Jugendlicher Unterricht im Stepptanzen, um später Sänger und Tänzer zu werden. Nach der Highschool absolvierte er allerdings zuerst seinen Militärdienst bei der United States Army, wo er ebenfalls einen Tanzwettbewerb gewann und in einer Fernsehshow von Arlene Francis auftreten durfte. Sein Freund und Armeekamerad Leonard Nimoy, der bereits als Schauspieler tätig war, ermutigte Berry zur hauptberuflichen Showkarriere in Hollywood und gab ihm erste Adressen. Er erhielt zwar einen Vertrag bei Universal Studios, es gab jedoch keine passenden Rollen für ihn, weshalb er das Filmgeschäft wieder verließ und in den folgenden Jahren vor allem in Shows in Las Vegas und Los Angeles mit Künstlern wie Abbott und Costello, Ken Murray und Billy Barnes auftrat.
Ab Anfang der 1960er-Jahre erhielt Berry erste Fernsehrollen, so in der Rolle des komischen Arztes Dr. Kapish in der Fernsehserie Dr. Kildare neben Richard Chamberlain. Bekannt wurde er in den USA Mitte der 1960er-Jahre durch seine Hauptrolle als Captain Parmenter in der Western-Sitcom F Troop. 1968 war er als verwitweter Farmer Sam Jones in der Andy Griffith Show zu sehen. Da diese Figur so beliebt war, erhielt sie von 1968 bis 1971 mit der Fernsehserie Mayberry R.F.D. ein eigenes Spin-off. In Deutschland erlangte Ken Berry am ehesten durch Rollen in Disney-Filmen Bekanntheit, so als Anwalt Mr. Willoughby in Herbie groß in Fahrt (1974) und als Physiker Dr. Frank Wilson, der sich um eine außerirdische Katze kümmern muss, in Die Katze aus dem Weltraum (1978). Seine letzte Fernseh-Hauptrolle hatte er zwischen 1983 und 1990 in der Sitcom Mama’s Family an der Seite von Vicki Lawrence, wo er die Rolle des kindischen und unfallträchtigen Vinton Harper verkörperte.
Ab den 1990er-Jahren zog sich Berry schrittweise in den Ruhestand zurück. Ken Berry war von 1960 bis 1977 mit der Schauspielerin Jackie Joseph verheiratet, mit der er zwei Kinder adoptierte. Er starb am 1. Dezember 2018 im Alter von 85 Jahren.

## Filmografie (Auswahl)
- 1960: Harrington und Sohn (Harrigan and Son; Fernsehserie, 1 Folge)
- 1961–1964: Dr. Kildare (Fernsehserie, 25 Folgen)
- 1962: Spiel zu zweit (Two for the Seesaw)
- 1964: Gauner gegen Gauner (The Rogues; Fernsehserie, 1 Folge)
- 1965–1967: F Troop (Fernsehserie, 65 Folgen)
- 1968: Andy Griffith Show (Fernsehserie, 4 Folgen)
- 1968–1971: Mayberry R.F.D. (Fernsehserie, 78 Folgen)
- 1969: Hello Down There
- 1972: The Ken Berry ‘Wow’ Show (Fernsehspecial)
- 1973: Drei Mädchen und drei Jungen (The Brady Bunch; Fernsehserie, 1 Folge)
- 1974: Herbie groß in Fahrt (Herbie Rides Again)
- 1976: Hüter der Wildnis (Guardian of the Wilderness)
- 1978: Die Katze aus dem Weltraum (The Cat From Outer Space)
- 1978–1982: Fantasy Island (Fernsehserie, 7 Folgen)
- 1979: Unsere kleine Farm (Fernsehserie, Folge Annabelle)
- 1979: Love Boat (Fernsehserie, 1 Folge)
- 1980: CHiPs (Fernsehserie, Folge Unter dem Felsen 1 + 2)
- 1983–1990: Mama’s Family (Fernsehserie, 130 Folgen)
- 1992: Golden Girls (Fernsehserie, Folge Der erste Kuss)
- 1997: The New Batman Adventures (Fernsehserie, 1 Folge)
- 1999: Maggie Winters (Fernsehserie, 1 Folge)